# Sedativ (trupă)
Sedativ este o trupă românească de muzică electronică, fondată în anul 2004, de către membrii fondatori: Lethal X, Seby Stone, Radu Legheni, Mihai Crețoiu și managerul trupei de-atunci, Florin Nedelcu. Componența actuală a trupei este: Lethal X (vocal), Mihai Suciu aka XJ Maga (percuție), Weissman (chitară bas), Wray (claviaturi). De-a lungul timpului, în componența trupei s-au succedat, Radu Burlan (vocal), Cristian Chelsoi (chitarist), Radu Alin (claviaturi), Alex Florin (claviaturi).
Sedativ, a fost una dintre puținele trupe de rock alternativ din România care a abordat stilul alternativ etno rock. Ulterior, trupa s-a reformat și a abordat stilul căruia i-a rămas fidelă și astăzi, electro-fusion, o combinație de big beat,  breakbeat, drum'n'bass, trip-hop cu inflexiuni de rock alternativ.

## Istoric
Formată în Ploiești, pe 10 aprilie 2004, Sedativ a luat ființă din inițiativa lui Lethal X și a lui Seby Stone, care până la acel moment activa ca toboșar în trupa Calandrinon. Cei doi l-au contactat pe Florin Nedelcu care până atunci nu avusese legătură cu industria muzicală, fiind un antreprenor de succes. Cei doi i-au propus lui Florin să finanțeze proiectul muzical, respectiv, formarea unei trupe de muzică de rock alternativ. Florin a acceptat cu condiția ca el să se ocupe de partea de management a trupei. Membru fondator, finanțator și manager, Florin Nedelcu, a fost stâlpul de rezistență al trupei. Cel care neobosit s-a îngrijit de toate problemele de organizare și s-a implicat activ în activitatea trupei. Sedativ a luat ființă și a crescut alături de Florin. Azi, el este unul dintre cei mai cunoscuți impresari din România. Ulterior au fost cooptați imediat Radu Legheni (chitară bas) și Mihai Crețoiu (claviaturi) și ei de asemenea membrii ai trupei Calandrinon pînă la acel moment. Mai târziu s-a alăturat și Radu Burlan (vocal)
În noiembrie 2004, Radu Burlan părăsește trupa, fiind succedat la voce de către Lethal X care până atunci a ocupat poziția de chitarist, înlocuit fiind la rându-i la chitară de către Cristian Chelsoi (ex. S.C.A.M.E.). În mai 2005, Mihai Crețoiu, părăsește trupa fiind înlocuit de către Radu Alin la claviaturi. La finalul aceluiași an, Radu Alin îi predă locul la clape lui Alex Florin.
Până în septembrie 2005, Sedativ, a abordat ceea ce membrii fondatori au definit ca stil, respectiv, Alternativ Etno Rock. 'Zaraza', 'Doina', 'MDS', 'Imn pentru învingători', 'Bate vânt de primăvară', 'Striptease rural', sunt piese care au marcat începutul existenței Sedativ.
În decursul unui singur an, trupa Sedativ punctează câteva reușite. În 2005 Sedativ apare pe compilația ”Maximum Rock - Suport pentru underground”, piesa 'Imn pentru învingători' intră în top 30 la City FM. iar în același ani trupa depășește faza a doua a concursului radio național, 'Demonstrația' organizat de PRO_FM. 
Între 2005 și 2006 membrii trupei au apariții live la emisiuni de radio pe teme muzicale precum: Radio Prahova, WylFM, Mix FM și la posturi TV: Tele 7 Wyllis - 'Petrecerea nebunilor', Alpha TV - 'Diafan' Antena 1 - 'Altfel', OTV - 'George Stanca show' TVR 2 - 'Forum'. Trupa a înregistrat materialele audio în studiourile 'Taboo Music' din Arad, 'Schimbul 3' deținut de Adrian Ordean și 'Luxor Sound' deținut de Mihai Breazu, din București
În martie 2006, sound-ul se schimbă radical. Se trece la Electro Fusion. A fost anul în care orele de studio au fost mai multe decât orele de prestații live. Schimbarea de stil a necesitat din nou o muncă titanică dar făcută cu mare plăcere. Indiferent de eforturile depuse, un accident suferit de Lethal X la preselecțiile pentru un show TV a frânt ascensiunea trupei. Era binecunoscută mișcarea scenică energică prezentă la orice prestație live Sedativ. Acest eveniment nefericit a reprezentat o mare cumpănă. Perioada de convalescență a vocalului, a durat nu mai puțin de un an, timp în care ceilalți componenți ai trupei Sedativ, fie și-au urmat visurile împreună cu alte trupe, fie au renunțat la muzică.
Între 2004 și 2007 Sedativ a avut peste 60 de apariții live la diverse festivaluri: 'Motorrock', 'Rock la Mureș', 'Fânfest' sau în cluburi.
În 2015, Weissman prieten cu Lethal X, îi propune acestuia reclădirea ideii Sedativ. A mai trecut un an de încercări de formule, de căutări până când, în 2016, Sedativ a reușit ceea ce părea ceva prea puțin probabil. Revenirea! Revenirea într-o formulă de excepție se poate spune, datorită echipei formate din membrii cu mare experiență în ceea ce privește sunetul avangardist din Romania. Lethal X, a rămas același. Ultimul component al primei formule Sedativ. Weissman, sunetist cu mare experiență atât în domeniul live cât și pe partea înregistrărilor de studio a venit cu o mare pasiune: instrumentul care se numește bas și pe care a dorit să-l pună în valoare ca ingredient în rețeta sonică Sedativ. Wray – este unul dintre puținii maeștrii ai sunetului modern, care făcea parte din gașca 'Martin' cântând la vremea respectivă în trupa Wraymogg și mai apoi în Snake Charmers. Este specializat pe synth-uri analogice.
Mihai Suciu aka XJ Maga, s-a ocupat de când se știe de tobe. Și a făcut-o metodic. A început din tinerețe cu 'Bere Gratis' pe vremea când ”Fete, fete și ultraviolete” rula pe Atomic și acum punctează cu Sedativ un altfel de capitol în percuție.
În prezent trupa pregătește primul album discografic ce urmează a fi lansat în 2019.

## Membrii formației

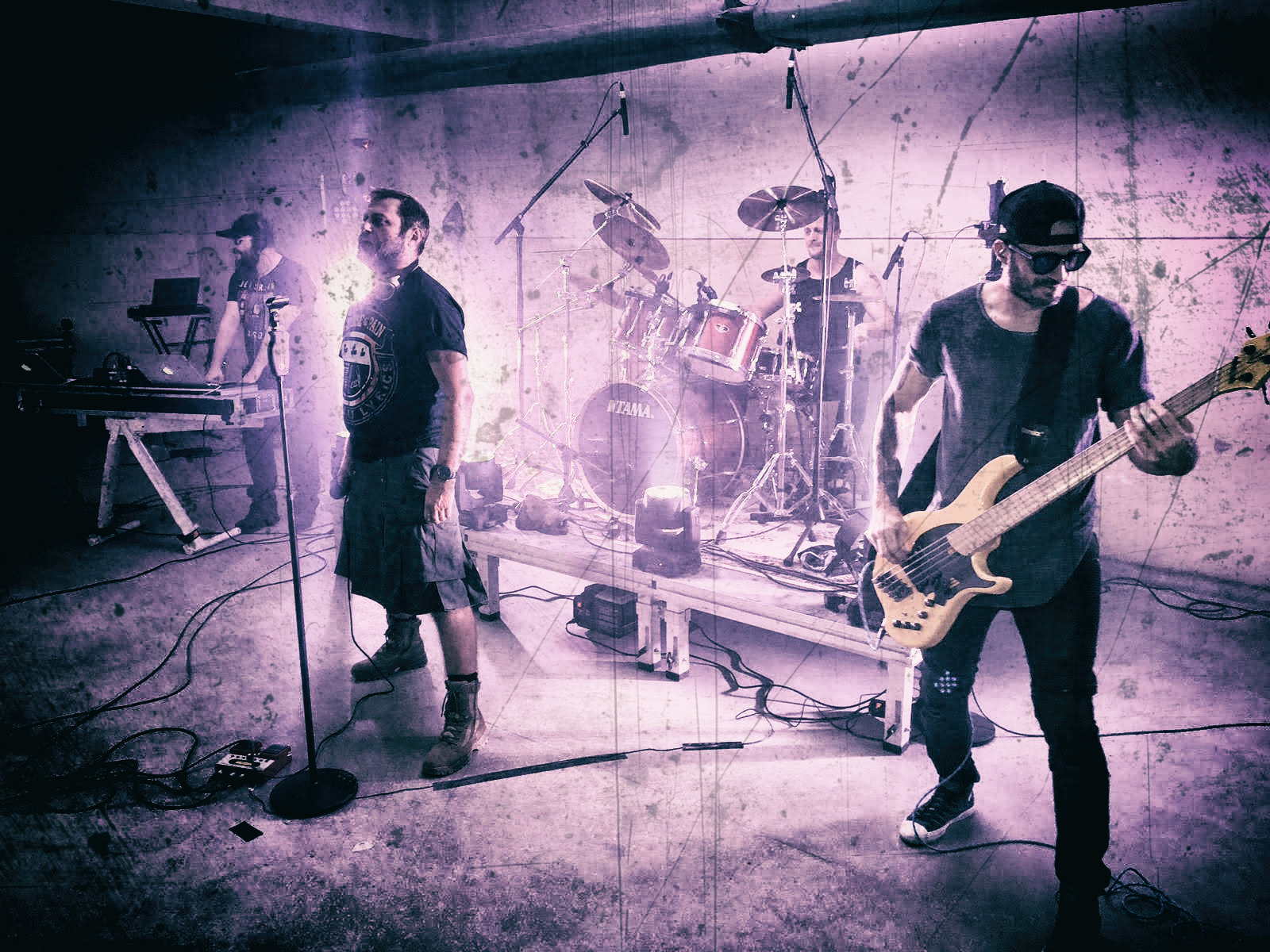
În concert

### Membri actuali
- Lethal X – vocal (2004 - prezent)
- Wray – keyboards (2015 - prezent)
- XJ Maga - tobe (2015 - prezent)
- Weissman – chitară bas (2015 - prezent)

### Foști membri
- Radu Burlan (2004) - vocal
- Mihai Crețoiu (2004 - 2005) – keyboards
- Radu Alin (2006 - 2007) - keyboards
- Radu Legheni (2004 - 2007) - chitară bas

## Albume
- 2005 - Alternativ Etno Rock
- 2006 - Not for suckers
- 2019 - Narcotic (în curând)